# 斉藤みのり
斉藤 みのり（さいとう みのり、1996年3月10日 - ）は日本の女優（元：子役）である。埼玉県出身。
アヴィクション旧アトムズプロ)所属。

## 出演

### 映画
- ブタがいた教室（2008年）- みのり 役
- 告白（2010年）- 野口加奈子 役

### 舞台
- 赤毛のアン（2007年） - 少女友人 役
- ハリジャン
- 渾沌鶏（マロカレタルトリ）